# Die Unfallklinik
Die SWR-Doku-Reihe Die Unfallklinik begleitet Ärzte und Pfleger der BG Unfallklinik in Ludwigshafen und dokumentiert die Arbeit der Crew des ADAC-Rettungshubschraubers Christoph 5. Für die Filmaufnahmen wurden u. a. ferngesteuerte Kameras genutzt.

## Inhalt und Beschreibung
Die Sendereihe dokumentiert die Arbeit der Notaufnahme der BG Unfallklinik in Ludwigshafen sowie der Luftrettungsstation des ADAC-Rettungshubschraubers Christoph 5. Neben dem Einsatz klassischer EB-Kameras kommen auch 17 festinstallierte und fernsteuerbare Kameras zum Einsatz. So sollen die Abläufe in den Untersuchungs- und Schockräumen möglichst wenig gestört werden.
Die Unfallklinik kommt ohne Sprecher-Kommentar aus. In der Doku erzählen Patienten und Angehörige aus ihrer Erinnerung, wie sie die Unfälle erlebt haben.

## Episodenliste
| Nr. (ges.) | Nr. (St.) | Originaltitel                  | Zusammenfassung | Erstausstrahlung D |
| ---------- | --------- | ------------------------------ | --- | ------------------ |
| 1          | 1         | Verbrühung beim Inhalieren     | Die Crew des Rettungshubschraubers Christoph 5 wird zu einem verletzten Kind gerufen: Der 10-jährige Julian hat sich beim Inhalieren heißes Wasser über das Bein geschüttet. Außerdem droht Patientin Leonie eine Blutvergiftung, nachdem sie von ihrer Katze gebissen wurde.                                    | 13. Nov. 2023      |
| 2          | 1         | Hand an der Kreissäge verletzt | Die ADAC-Luftretter bringen einen schwerverletzten Familienvater in die BG Unfallklinik. Er hat sich bei Arbeiten mit einer Kreissäge schwer verletzt und steht vor einer schwierigen Hand-OP. Außerdem leidet der 17-jährige Raphael nach einem Motorradunfall unter teilweise Gedächtnisverlust.               | 13. Nov. 2023      |
| 3          | 1         | Verbrannt beim Frittieren      | Alexander wird nach einem Küchenunfall mit dem Helikopter in die Klinik geflogen. Er hat sich beim Pommesfrittieren schwer an der Hand verbrannt. Außerdem hat sich der 13-jährige Mathis beim Schulsport den Arm gebrochen.                                                                                     | 13. Nov. 2023      |
| 4          | 1         | Heli-Einsatz auf der Baustelle | Philip rettet einem Kollegen, indem er ein abstürzendes Rohr auf einer Baustelle abfängt. Dabei zieht er sich eine tiefe Wunde zu und muss mit dem Rettungshubschrauber für weitere Untersuchungen in die Klinik. Kurt hat sich zuhause das Genick gebrochen und ist nun ein Fall für die Wirbelsäulenchirurgie. | 13. Nov. 2023      |
| 5          | 1         | Kind stürzt aus Hochbett       | Stella ist aus ihrem Hochbett gestürzt. Es besteht der Verdacht, dass sich die Schülerin das Sprunggelenk gebrochen hat. Dennis liegt mit einer schweren Rauchgasvergiftung im Schockraum. Er hatte seine Freundin aus der brennenden Wohnung gerettet. Nun braucht er selbst Hilfe.                             | 13. Nov. 2023      |
| 6          | 1         | Motorradfahrer mit Schutzengel | Rudi hat eine offene Unterarmfraktur. Der 78-jährige Yoga-Lehrer hatte mit seinem Motorrad einen Unfall und braucht nun dringend ärztliche Hilfe. Hobby-Gärtner Thomas hat sich im Garten an einem Dorn gestochen und kommt nun mit einer lebensbedrohlichen Blutvergiftung in die Klinik.                       | 13. Nov. 2023      |